# Респираторно-синцитиальный вирус человека
Респираторно-синцитиальный вирус человека (сокр. РСВ; англ. human orthopneumovirus, ранее human respiratory syncytial virus, HRSV) — вид вирусов, вызывающий инфекции дыхательных путей. Является основной причиной инфекций нижних дыхательных путей у новорождённых и детей. Лечение ограничено поддерживающей терапией, возможно применение кислородной маски.
В странах с умеренным климатом ежегодные эпидемии имеют место в зимние месяцы; в странах с тропическим климатом заболевания, вызванные РСВ, как правило, регистрируются в период дождей.
В США до 60 % младенцев заражаются респираторно-синцитиальным вирусом во время первого эпидемического сезона, и практически все дети переносят инфекцию к возрасту двух-трех лет. Среди всех инфицированных этим вирусом лишь у 2—3 % возникает капиллярный бронхит и имеются показания к госпитализации. Инфекция Human respiratory syncytial virus активирует систему иммунной защиты, эффективность которой снижается со временем значительно быстрее, чем в случае других вирусных инфекций, таким образом, человек может быть заражен данным вирусом несколько раз. Некоторые новорожденные могут быть инфицированы несколько раз даже в период одного эпидемического сезона. Тяжелые инфекции значительно чаще встречаются среди пожилых людей.
Респираторно-синцитиальный вирус человека с мая 2016 года относится роду Orthopneumovirus семейства Pneumoviridae, геном содержит одноцепочечную (-)РНК, белок F на поверхности вириона вызывает слияние плазматических мембран близлежащих клеток и образование синцития.

## Описание
Геном вируса содержит 10 генов, которые кодируют 11 белков, ген М2 содержит две открытых рамки считывания. Белки NS1 и NS2 ингибируют активность интерферонов типа I. Ген N кодирует белок нуклеокапсида, который связывает геномную РНК. Ген M кодирует белок матрикса, необходимый для сборки вирионов. Белки SH, G и F образуют капсид. Гликопротеиды F (англ. fusion — слияние) и G необходимы для проникновения вируса в клетку и обуславливают иммунный ответ, являются антигенами. M2 является вторым белком матрикса и также требуется для транскрипции, кодирует фактор элонгации M2-1 и регулятор транскрипции M2-2, M2 содержит эпитопы CD8. L кодирует РНК-полимеразу. Фосфопротеин P является кофактором L. Расшифрована атомная структура белков Nи M Геном вируса транскрибируется последовательно от гена NS1 к L, при этом снижается уровень экспрессии соответствующих генов.

## Профилактика

### Общие меры профилактики заболевания
Главная превентивная мера — избегать близкого контакта с инфицированными людьми. 

### Вакцинация
В мае 2023 управление по контролю качества пищевых продуктов и лекарственных средств (FDA) одобрило первые прививки от РСВ: Arexvy (GSK plc) и Abrysvo (Pfizer). Множественные исследования иммунизации от РСВ были завершены в 2023 году. Анализ результатов клинических исследований указал на эффективность применения вакцин в предотвращении развития РСВ-инфекции и низкую частоту возникновения нежелательных явлений .

## Заболевание
В большинстве случаев у детей и взрослых РС-инфекция протекает как заболевание верхних дыхательных путей: в виде ринита, фарингита, ларингита. Бессимптомное течение инфекции нехарактерно. Инкубационный период длится от 3 до 5 суток. Общая продолжительность заболевания составляет от 5—7 суток до 3 недель. Наиболее частый симптом РС-инфекции — кашель, вначале непродуктивный. Затем, на 3—4-е сутки болезни, появляется мокрота.
Совместная инфекция респираторно-синцитиального вируса и вируса гриппа А с одновременным заражением клеток обоими вирусами приводит образовании гибридных вирусных частиц, содержащих поверхностные белки и генетический материал обоих вирусов. Такие гибридные вирионы менее эффективно нейтрализуются антителами против гемагглютинина, чем вирионы гриппа, а антитела против F-белка респираторно-синцитиального вируса реагируют на гибридные вирусы так же хорошо, как и на обычный РСВ. При этом гибридные вирионы проникают в те клетки, которые недоступны для вирусов грипа А, что, предположительно, приводит к более сильному поражению организма гриппом. Другими словами, респираторно-синцитиальный вирус может усиливать (осложнять) течение гриппа.

### Симптомы
У большинства людей инфекция респираторно-синцитиальным вирусом вызывает лишь слабые симптомы, часто неотличимые от других респираторных заболеваний. Центры по контролю и профилактике заболеваний США называют этот вирус наиболее частой причиной бронхиолита и пневмонии у детей до 1 года в США. У некоторых детей РСВ может вызывать бронхиолит и затем тяжёлые респираторные заболевания, приводящие к госпитализации, и, в редких случаях, к смертельному исходу. Другие симптомы заражения у детей включают в себя слабость, вялость, слабый или пониженный аппетит и иногда повышение температуры.
Периодические хрипы и бронхиальная астма чаще встречаются среди тех людей, кто перенес тяжелую инфекцию респираторно-синцитиальным вирусом в первые месяцы жизни, по сравнению со здоровыми людьми.

## Лечение
Группа авторов считает, что в лечении бронхиолита, вызванного респираторно-синцитиальным вирусом у новорожденных, не помогает ничего, кроме кислорода, а адреналин, бронходилататоры, стероиды и рибавирин не дают никакой реальной пользы.
Лечение заключается в поддерживающей терапии, рекомендовано обильное питье и подача кислорода через маску. В случае спазмов бронхов назначают альбутерол. Для уменьшения усилий, необходимых для дыхания, через носовые канюли подают увеличенный поток увлажненного воздуха.
Показано, что гипертонический 3%-ный солевой раствор, подаваемый с ингаляциями, является недорогим и эффективным способом лечения новорождённых, госпитализированных с вирусным бронхиолитом средней тяжести, например, в случае вирусного бронхиолита, вызванного РСВ.
В 2022 г. был одобрен нирсевимаб, в 2025г. - клесровимаб.